# 漢墨斯密及都市線
漢墨斯密及都市線（英語：Hammersmith & City Line）是倫敦地鐵的路線之一，在漢墨斯密與柏京間運行。此線在倫敦地鐵路線圖裡以淺鮭紅色代表，營運里程25.5公里，共有29個車站。
哈默史密斯及城市线以前為倫敦地鐵大都會铁路的一部分，是世界上最古老的地下鐵路之一。由帕丁頓至法靈頓的一段在1863年1月10日通車。但本线路一直以来都仅作为大都会线的支线运营，直到1990年变为独立的线路服务。

## 歷史
截至1988年，本線是倫敦地鐵大都會線的分支，及後升格至一條獨立的路線，並行走大都會線剩餘的部分：從漢默史密斯至貝克街；及從利物浦街站至柏京。上述路段都不包括在都市線的路線中。
本線的名稱來自於漢默史密斯及城市鐵路（Hammersmith and City Railway，縮寫H&CR）。H&CR是一條建於1864年，長5公里（3英里），連接漢默史密斯站和西邦爾公園（Westbourne Park）的路線。在1864至68年間，本線和大都會及大西方鐵路（Metropolitan and Great Western Railways）聯營。
由於此線的設立較為「近期」（1988年設立，就倫敦地鐵的歷史而言是相對近期），有許多釘上永久性金屬或瓦片路線圖的車站，仍然顯示途經那裡的線路為大都會線。

## 列車
漢默史密斯及城市線自2014年2月開始全線採用7卡的倫敦地鐵S型列車行駛。
所有漢默史密斯及城市線的倫敦地鐵S7型列車均塗上紅色，白色和藍色的倫敦地鐵色彩。本線與環線和區域線（溫布頓至艾奇韋爾路分支）共用列車。

## 車站列表
| 所屬 收費區 | 無障礙設施 | 中文站名           | 英文站名 | 轉乘路線                                                                                                   | 所在地              |
| ----------- | ---------- | ------------------ | -------- | --- | ------------------- |
| 2           | ✓          | 漢默史密斯         |          | 環線 （站外轉乘: 漢默史密斯 區域線、 皮卡迪利線）                                                          | 漢默史密斯-富勒姆區 |
| 2           |            | 金販路             |          | 環線 | 漢默史密斯-富勒姆區 |
| 2           |            | 牧者叢市場         |          | 環線 | 漢默史密斯-富勒姆區 |
| 2           | ✓          | 伍德巷             |          | 環線 （站外轉乘: 白城 中央線）                                                                             | 漢默史密斯-富勒姆區 |
| 2           |            | 拉蒂默路           |          | 環線 | 肯辛頓-切爾西區     |
| 2           |            | 拉德布魯克樹叢     |          | 環線 | 肯辛頓-切爾西區     |
| 2           |            | 西邦爾公園         |          | 環線 | 肯辛頓-切爾西區     |
| 2           |            | 皇家橡             |          | 環線 | 西敏市              |
| 1           | ✓          | 帕丁頓             |          | 環線 （站外轉乘: 帕丁頓 貝克盧線、 區域線、 伊利沙伯線；帕丁頓車站 ）                                      | 西敏市              |
| 1           |            | 埃奇韋爾路         |          | 環線、 （站外轉乘: 埃奇韋爾路 貝克盧線；馬里波恩站 ）                                                      | 西敏市              |
| 1           |            | 貝克街             |          | 貝克盧線、 環線、 銀禧線、 大都會線 （站外轉乘: 馬里波恩站 ）                                              | 西敏市              |
| 1           |            | 大波特蘭街         |          | 環線、 大都會線                                                                                            | 西敏市              |
| 1           |            | 尤斯頓廣場         |          | 環線、 大都會線 （站外轉乘: 尤斯頓 北線、 維多利亞線；尤斯頓車站 沃特福德直流電鐵線、）                    | 卡姆登區            |
| 1           | ✓          | 國王十字聖潘克拉斯 |          | 環線、 大都會線、 北線、 皮卡迪利線、 維多利亞線、                                                         | 卡姆登區            |
| 1           | ✓          | 法靈頓             |          | 環線、 大都會線、 伊利沙伯線、                                                                             | 伊斯靈頓區          |
| 1           |            | 巴比肯             |          | 環線、 大都會線、 伊利沙伯線                                                                               | 倫敦市              |
| 1           |            | 沼澤門             |          | 環線、 大都會線、 北線、、 伊利沙伯線                                                                      | 倫敦市              |
| 1           |            | 利物浦街           |          | 中央線、 環線、 大都會線、 李河谷線、 伊利沙伯線、 （站外轉乘: 銀行 北線、 碼頭區輕便鐵路；芬卓奇街車站 ） | 倫敦市              |
| 1           |            | 阿爾德門東         |          | 區域線 | 塔村區              |
| 2           |            | 白教堂             |          | 區域線、 東倫敦線、 伊利沙伯線                                                                             | 塔村區              |
| 2           |            | 斯特普尼綠地       |          | 區域線 | 塔村區              |
| 2           |            | 麥爾安德           |          | 中央線、 區域線                                                                                            | 塔村區              |
| 2           |            | 堡路               |          | 區域線 （站外轉乘: 堡教堂 碼頭區輕便鐵路）                                                                 | 塔村區              |
| 2及3        | ✓          | 堡貝門利           |          | 區域線 | 塔村區              |
| 2及3        | ✓          | 西漢姆             |          | 區域線、 銀禧線、 碼頭區輕便鐵路、                                                                         | 紐漢區              |
| 3           |            | 普拉斯托           |          | 區域線 | 紐漢區              |
| 3           |            | 烏普頓公園         |          | 區域線 | 紐漢區              |
| 3及4        | ✓          | 東漢姆             |          | 區域線 | 紐漢區              |
| 4           | ✓          | 巴金               |          | 區域線、 福音橡至巴金線、                                                                                  | 巴金-達格納姆區     |

## 外部連結
- 漢默史密斯及城市線 （页面存档备份，存于） - 倫敦地鐵網站
- Clive's Underground Line Guides: Hammersmith & City （页面存档备份，存于）